# Resolutie 1294 Veiligheidsraad Verenigde Naties
Resolutie 1294 van de Veiligheidsraad van de Verenigde Naties werd unaniem door de VN-Veiligheidsraad aangenomen op 13 april 2000. De resolutie stemde in met de verlenging van het mandaat van het VN-kantoor in Angola met een half jaar.

## Achtergrond
Nadat Angola in 1975 onafhankelijk was geworden van Portugal keerden de verschillende onafhankelijkheidsbewegingen zich tegen elkaar om de macht. Onder meer Zuid-Afrika en Cuba bemoeiden zich in de burgeroorlog, tot ze zich in 1988 terugtrokken. De VN-missie UNAVEM I zag toe op het vertrek van de Cubanen. Een staakt-het-vuren volgde in 1990, en hiervoor werd de UNAVEM II-missie gestuurd. In 1991 werden akkoorden gesloten om democratische verkiezingen te houden die eveneens door UNAVEM II zouden worden waargenomen.

## Inhoud
De Veiligheidsraad:
- Bevestigt resolutie 696 en volgende, waarvan vooral 1268.
- Bevestigt zijn standpunt dat een blijvende VN-aanwezigheid in Angola veel kan bijdragen aan de vrede, verzoening, mensenrechten en veiligheid.
- Overwoog het rapport van de secretaris-generaal Kofi Annan.

1. Steunt de beslissing om het mandaat van het VN-kantoor in Angola met zes maanden te verlengen.
2. Vraagt de secretaris-generaal zich te blijven inspannen om UNOA's taken te volbrengen.
3. Vraagt de secretaris-generaal om de drie maanden te rapporteren.
4. Besluit om actief op de hoogte te blijven.

## Verwante resoluties
- Resolutie 1237 Veiligheidsraad Verenigde Naties (1999)
- Resolutie 1268 Veiligheidsraad Verenigde Naties (1999)
- Resolutie 1295 Veiligheidsraad Verenigde Naties
- Resolutie 1336 Veiligheidsraad Verenigde Naties (2001)

Lijst ·  1285 ·  1286 ·  1287 ·  1288 ·  1289 ·  1290 ·  1291 ·  1292 ·  1293 ·  1294 ·  1295 ·  1296 ·  1297 ·  1298 ·  1299 ·  1300 ·  1301 ·  1302 ·  1303 ·  1304 ·  1305 ·  1306 ·  1307 ·  1308 ·  1309 ·  1310 ·  1311 ·  1312 ·  1313 ·  1314 ·  1315 ·  1316 ·  1317 ·  1318 ·  1319 ·  1320 ·  1321 ·  1322 ·  1323 ·  1324 ·  1325 ·  1326 ·  1327 ·  1328 ·  1329 ·  1330 ·  1331 ·  1332 ·  1333 ·  1334